# خواجه‌آباد (نیشابور)
خواجه‌آباد (نیشابور)، روستایی از توابع بخش سرولایت شهرستان نیشابور در استان خراسان رضوی ایران است.

## قنات ها
قنات های روستای روستای خواجه آباد
| نام قنات   | بخش     | روستا      | طول قنات | عمق مادر چاه | تعداد میله چاه | فاصله مظهر تا محل | آبدهی Lit/s |
| تبریز آباد | سرولآيت | خواجه آباد | 500      | 7            | 12             | 200               | 3           |
| رستم آباد  | سرولآيت | خواجه آباد | 1200     | 15           | 35             | 1000              | 10          |
| کلاته طیب  | سرولآيت | خواجه آباد | 1000     | 15           | 30             | 800               | 3           |
| ملا عبدا.. | سرولآيت | خواجه آباد | 1000     | 12           | 30             | 500               | 10          |
| نستانک     | سرولآيت | خواجه آباد | 1000     | 10           | 30             | 800               | 8           |

## وضعیت کشاورزی و باغداری
محصولات کشاورزی در روستای خواجه آباد دارای اهمیت ویژه ای هستند و مردمان روستا علاوه بر دامداری و تولید علوفه از زمین های خود به کشت غلات(گندم و جو) و  محصولاتی مانند سیب زمینی و چغندر مبادرت می ورزند.سیب زمینی این روستا در کل منطقه و کشور زبانزد است و کیفیتی بالا دارد به‌طوری که بخش عمده آن در کارخانه های تولید مواد غذایی استفاده می شوند.
به‌طور کل روستای خواجه آباد از نظر کشاورزی دارای شرایط خوبیست اما در بعضی قسمت ها مانند تنوع  کشت ضعیف عمل کرده علت آن هم سرمای شدید هواست که باعث سرمازدگی اقلام گیاهی می شود.
روستای خواجه آباد در قسمت باغداری محصولاتی مانند زردآلو - سیب - گلابی  را تولید می کند.

## وضعیت بافت روستایی
بافت روستای خواجه آباد در دو دهه ی گذشته دچار تغییر و دگرگونی شده و بافت قدیمی خود را از دست داده است.در چند سال اخیر با اجرای طرح هادی در منطقه بیشتر خانه ها عقب نشینی کرده و ساختار بیرونی خود را از دست داده اند و حالتی ترکیبی بین  سنت و مدرنیته را ایجاد کرده است.

## جمعیت
این روستا در دهستان سرولایت قرار دارد و براساس سرشماری مرکز آمار ایران در سال ۱۳۸۵، جمعیت آن ۵۴۵ نفر (۱۳۹خانوار) بوده‌است.